# Sport à Besançon
Besançon, capitale de la Franche-Comté, offre un large panorama de la pratique sportive.

## Installations sportives

### Salles couvertes et gymnases

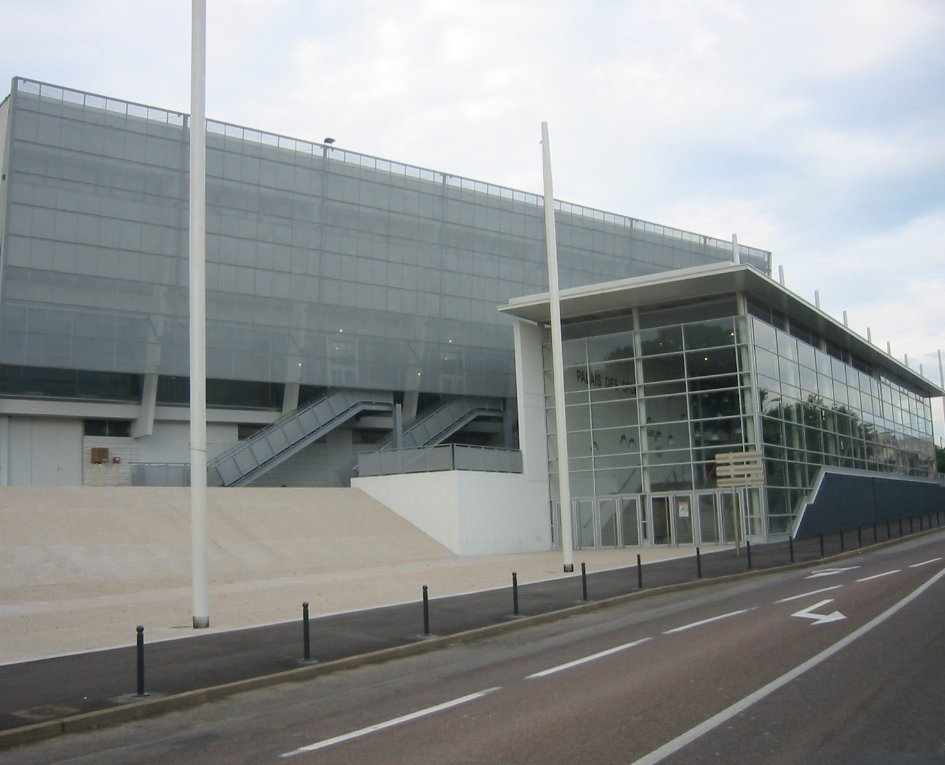
Le palais des sports Ghani-Yalouz.

- Palais des sports Ghani-Yalouz : inauguré en 1967 puis agrandi et modernisé en 2005, sa capacité est de 4 200 places en configuration basket et de 3 380 places en configuration handball.

liste à compléter avec les 13 gymnases

### Complexes sportifs
- Complexe sportif des Orchamps
- Complexe sportif de la Malcombe
- Complexe sportif de Saint-Claude
- Complexe sportif de Rosemont

### Piscines
- Piscine couverte Mallarmé
- Piscine couverte La Fayette
- Piscine de plein air du Sport Nautique Bisontin
- Piscine de plein air de Chalezeule

### Stades
- Stade Léo-Lagrange
- Stade des Orchamps
- Stade de la Malcombe
- Stade de Montrapon
- Stade Henri Joran à Velotte
- Stade des Prés-de-Vaux
- Stade de Rosemont
- Stade Saint-Claude

### Divers
- Patinoire La Fayette
- Pôle hippique
- Skatepark de Chamars
- Golf Club de Besançon sur la commune de La Chevillotte
- Centre Omnisports Pierre Croppet

## Sport de haut niveau

### Clubs professionnels
La ville de Besançon est représentée au niveau national notamment dans les disciplines du handball avec les clubs de l'Entente sportive bisontine féminin (ESBF) et du Grand Besançon Doubs Handball (GBDH), du football avec deux clubs évoluant en National 3, Besançon Football (BF) et le Racing Besançon (RB) ou encore du basket-ball avec le club du Besançon Avenir comtois (BesAC).
Besançon a également connu une brève aventure dans le monde du hockey sur glace professionnel au début des années 2000.

La défunte équipe des Séquanes (du nom d'une tribu gauloise jadis présente dans la région) a disputé la finale de la Coupe de France 2001/02. Besançon était également la ville hôtesse de cet évènement.
L'année suivante, l'équipe bisontine était l'un des membres fondateurs du nouveau championnat élite voulu pour la Fédération Française des Sports de Glace : le Super 16.

Mais à peine quelques mois plus tard le Besançon Hockey Club - structure encadrant les activités des Séquanes - s'effondrait, frappé de plein fouet par des problèmes financiers.

Le hockey bisontin subsiste néanmoins. Les équipes de la ville, dorénavant surnommées les « Aiglons » sont intégrées au Besançon Skating Club, puis se crée le Besançon comté hockey club surnommé les « Remparts » dans un premier temps puis les « Aiglons ». Les séniors évoluent en Division 3. Ils sont emmenés par le tchèque Lukáš Frank, qui avait déjà porté les couleurs bisontines à la grande époque des Séquanes.

### Sportifs individuels
Besançon est aussi présente en sports individuels. C'est la résidence de sportifs de haut niveau tels que la spécialiste du 110m haies Reina-Flor Okori qui a participé en 2005 aux Championnats du monde d'athlétisme d'Helsinki ou le champion de France et vice-champion d'Europe 2004 de boxe amateur (catégorie plume) Khedafi Djelkhir, ajoutant son nom à celui d'autres grands boxeurs bisontins tels Mamadou Thiam ou Morrade Hakkar. On peut évoquer également Ghani Yalouz, un des plus grands noms français de la lutte gréco-romaine, médaillé d'argent aux Jeux olympiques d'Atlanta 1996 ou encore Emmanuel Brugvin, champion du monde de slalom en canoë-kayak. 
Besançon accueille également le club de Franche-Comté Judo Besançon fort de 90 podiums nationaux,
50 titre de Champion de France toutes catégories confondues et 20 podiums européens et mondiaux[réf. souhaitée].
Besançon accueille aussi le Pôle France de lutte et des Pôles Espoirs dans 7 disciplines: judo, athlétisme, basket-ball, canoë-kayak, cyclisme, handball et tennis.

## Sport amateur

### Clubs amateurs
- Football : Académie de Football de Besançon, destinée aux jeunes joueurs de 4 à 13 ans, et labellisée par la Fédération française de football[1], considérée comme la meilleure école de football de Besançon.
- Baseball : Badgers de Besançon
- Football américain : Besançon Bisons
- Gymnastique artistique : La Bousbotte, La CIT]
- Gymnastique Rythmique et Sportive
- Karaté : Planoise Karaté Academy
- Roller derby : The Voodoo Vixens
- Rugby à XV : Olympique de Besançon ayant évolué durant la saison 1972-1973 en 1re division, et qui avait été battu le 5 novembre 1972 par le CA Brive sur le score de 94 à 0, établissant alors un record[2],[3],[4].
- Tir sportif : Société de tir de Besançon
- Ultimate : Ultimate Club Vesontio

## Évènements sportifs

### Évènements annuels
- Février - Internationaux du Doubs - Open de Franche-Comté (5e tournoi de tennis indoor de France)
- Mars - Manche de coupe de France d'apnée
- Avril - Diagonale du Doubs (cyclisme) (avril)
- Mai - Trail des forts du Grand Besançon[5]: Course à pied nature sur les nombreuses collines entourant Besançon. Créée en 2004, elle a rassemblé 4600 coureurs en 2017 sur différents parcours. Il s'agit du plus grand trail de l'Est de la France en termes d'inscrits.
- Mai - Tour de Franche-Comté cycliste (mai)
- Mai - Raid handi-fort : raid sportif qui permet aux handicapés et aux valides sportifs de découvrir les environs de Besançon.
- Septembre (3e dimanche) - Tout Besançon court (3e dimanche de septembre)
- Juillet-août - Vital’été (animations sportives en juillet-août)
- Vacances scolaires - Vitalsport (animations sportives)
- 4 octobre 2008 : 16e Open de Franche-Comté de judo, tournoi labellisé international au Palais des sports

### Évènements exceptionnels

#### Besançon et leTour de France
Besançon a été ville-étape du Tour de France cycliste en 1905, 1938, 1947, 1954, 1957, 1958, 1960 (CLM), 1963 (CLM), 1964, 1968, 1974, 1977, 1988, 1990, 1996, 2004 (CLM), 2009, 2012 (CLM) et ville-départ en 1981. Elle fut de nouveau ville-départ et ville de repos en 2014.

## Tableau d'honneur du sport bisontin

### Clubs

#### Championnats de France
Handball
- ESBF : champion de France de D1F (1988, 1998, 2001, 2003)

Basket-ball
- BBCD : champion de France de Pro B (1995, 2008); champion de France de NM1 (1993)

Football
- Besançon Racing Club : champion de France de National (2003)

#### Coupes européennes
Handball
- ESBF : Coupe d'Europe des vainqueurs de coupe (2003)

#### Coupes nationales
Handball
- ESBF : Coupe de France de handball féminin (2001, 2002, 2003, 2005); Coupe de la Ligue de handball féminin (2003, 2004)